# Buggy Boy
Buggy Boy, также известная как Speed Buggy — игра для аркадных автоматов и домашних компьютеров в жанре «гоночная аркада», разработанная компанией Tatsumi в 1985 году. В игре можно проехать по одной из пяти трасс (внедорожная, северная, восточная, южная и западная) за максимально короткое время. У каждой трассы есть пять ответвлений, заполненных препятствиями (например, булыжниками и кирпичными стенами). За проезд через ворота и сбор флагов даются очки.
Игрок также может наезжать на бревна и пни, чтобы перепрыгнуть через препятствия. За нахождение в воздухе даются дополнительные очки. Также дополнительные очки даются за езду на двух колёсах.
Первая версия аркадного автомата в виде кабины была известна панорамным изображением, состоящим из трёх экранов. Впервые такая возможность была использована в TX-1. В 1986 году был выпущен вертикальный аркадный автомат с одним экраном под названием Buggy Boy Junior.
Обе версии игры поддерживаются эмулятором MAME.

## Восприятие
| Иноязычные издания   | Иноязычные издания |
| Издание              | Оценка             |
| -------------------- | ------------------ |
| CVG                  | 33/40              |
| YSinclair            | 7/10               |
| CRASH                | 71 %               |
| SUser                | [ 4 ]              |
| ACE                  | 906                |
| The Games Machine    | 92                 |
| Zzap!64              | 97 %               |
| Micro Hobby          | [ 8 ]              |
| Награды              |                    |
| Издание              | Награда            |
| Gold Medal (Zzap!64) |                    |

Порт игры на Commodore 64 был тепло принят игровой прессой и стал одной из наиболее популярных гоночных игр для этой платформы.